# Henry Morgenthau
Henry Morgenthau (født 11. maj 1891 i New York, USA, død 6. februar 1967 i New York) var en amerikansk politiker fra Det demokratiske parti. Morgenthau var finansminister 1934-1945, men havde under den periode også en betydelig indflydelse på USA's udenrigspolitik.
Han ville have at USA skulle se bort fra Geneve- og Haagkonventionerne i det okkuperede Tyskland, til trods for at USA havde underskrevet begge disse konventioner. Han er også kendt for Morgenthauplanen.